# Coppa Sabatini 2022
70. ročník jednodenního cyklistického závodu Coppa Sabatini (též známého jako Gran Premio città di Peccioli) se konal 15. září 2022 v italském městě Peccioli a okolí. Vítězem se stal Kolumbijec Daniel Felipe Martínez z týmu Ineos Grenadiers. Na druhém a třetím místě se umístili Nor Odd Christian Eiking (EF Education–EasyPost) a Francouz Guillaume Martin (Cofidis). Závod byl součástí UCI ProSeries 2022 na úrovni 1.Pro.

## Týmy
Závodu se zúčastnilo 10 z 18 UCI WorldTeamů, 4 UCI ProTeamy a 5 UCI Continental týmů. Všechny týmy přijely se sedmi závodníky kromě týmů Astana Qazaqstan Team, Cofidis, Israel–Premier Tech a Team Corratec. 3 závodníci neodstartovali, na start se tak postavilo 126 jezdců. Do cíle v Peccioli dojelo 46 z nich.
UCI WorldTeamy
- Astana Qazaqstan Team
- Bora–Hansgrohe
- Cofidis
- EF Education–EasyPost
- Ineos Grenadiers
- Intermarché–Wanty–Gobert Matériaux
- Israel–Premier Tech
- Lotto–Soudal
- Movistar Team
- UAE Team Emirates

UCI ProTeamy
- Bardiani–CSF–Faizanè
- Drone Hopper–Androni Giocattoli
- Eolo–Kometa
- Team TotalEnergies

UCI Continental týmy
- Beltrami TSA–Tre Colli
- Giotti Victoria–Savini Due
- MG.K vis Colors for Peace VPM
- Team Corratec
- Work Service–Vitalcare–Dynatek

## Výsledky
| Pořadí | Jezdec                       | Tým                   | Čas        |
| ------ | ---------------------------- | --------------------- | ---------- |
| 1      | Daniel Felipe Martínez (COL) | Ineos Grenadiers      | 4h 55' 37" |
| 2      | Odd Christian Eiking (NOR)   | EF Education–EasyPost | + 0"       |
| 3      | Guillaume Martin (FRA)       | Cofidis               | + 0"       |
| 4      | Esteban Chaves (COL)         | EF Education–EasyPost | + 0"       |
| 5      | Alexandr Vlasov              | Bora–Hansgrohe        | + 0"       |
| 6      | Vincenzo Albanese (ITA)      | Eolo–Kometa           | + 59"      |
| 7      | Simone Velasco (ITA)         | Astana Qazaqstan Team | + 59"      |
| 8      | Andreas Kron (DEN)           | Lotto–Soudal          | + 59"      |
| 9      | Marc Hirschi (SUI)           | UAE Team Emirates     | + 59"      |
| 10     | Andrea Piccolo (ITA)         | EF Education–EasyPost | + 59"      |